# Стадо
 Тази статия е за видовете групи животни.  За градчето в Италия вижте Черда (Италия).  
Стадо е група животни от един и същ биологичен вид, по изключение и повече от един вид, които се движат заедно, хранят се заедно и живеят заедно.
Стада формират както дивите, така и одомашнените животни (добитък), като обикновено под „стадо“ се подразбират тревопасни животни – овце, кози, крави, свине и др. Това определя и условната диференциация на видовете стада.
Думата се използва и за описване на най-ранните общности на първобитни хора, а също и - по-скоро преносно - за това на различни групи хора, в по-ново време.

## Стада от диви животни
Причините дивите животни да живеят в стада са няколко. Основната от тях е, че по този начин те успешно могат да се защитят себе си и своите малки от хищници, да осигуряват по-лесно храна, да отглеждат съвместно малките си. Въпреки това, индивиди от видове, живеещи на стада, водят и самостоятелен живот.
Животните, които живеят заедно, имат силно изразен стаден инстинкт. Той е еволюционно обособен и е свързан с оцеляването на вида. Почти винаги в стадата от диви животни има ясно изразена йерархия. Обикновено в стадото има водещ индивид (водач на стадото) и множество други индивиди с отделни роли.
В зависимост от господстващия пол се наблюдава и патриархат, и матриархат. Също така, при някои видове, се образуват и отделни мъжки и отделни женски стада. Структурата на стадата може да се променя по време на размножителния цикъл при животните. Ярък пример за такова разделение се наблюдава при газелата на Томсън. По време на размножителния сезон женските се събират в стада от по 60 до хиляда индивида. Мъжките маркират (обозначават) своя територия и живеят поотделно. Те ухажват женските, преминаващи през нея и се чифтосват с тях. Извън размножителния сезон мъжките също се събират на малки стада от по няколко мъжки екземпляра или живеят в общи стада с женски индивиди.
В Африка дивите тревопасни животни могат да образуват съвместни стада от представители на няколко вида животни. Конкретно в Серенгети видове като гну, газела на Грант, газела на Томсън и зебра образуват големи общи стада. По този начин те взаимно се пазят от хищници и извършват миграционни преходи в търсене на по-добри пасища.

## Стада от домашни животни

### Скотовъдство
Този вид стада са създадени изкуствено, благодарение на антропогенния фактор, с цел добиване на продукция от тях (мляко, месо, кожи). Хората са се възползвали от стадния инстинкт на животните, които са опитомили. В резултат на това са се развили номадското и пасищното животновъдство.
При стадата от домашни животни йерархията е изразена в по-ниска степен, а стадото по-малко се грижи за самозащита си. В голяма си част тези функции са поети от хората и кучетата. При извеждането на стадото на открито (вън от съответните заслони, например - кошари), за него обикновено се грижи пастир, подпомаган от кучета-пазачи. Този факт е причина и за обособяването на различни породи кучета пазачи на стада. Най-често това са овчарски кучета, чиято селекция е водена 2 основни направления – защита от хищни животни – немска овчарка, българска овчарка (каракачанка), и водене на стадото – Бордър коли. Кучетата също могат да образуват различни групи, подпомагащи хората или живеещи отделно или край тях.

### Регламент в България
Според Закона за защита на животните, биологичните видове, които в естествената си среда живеят на групи или стада, не могат да се отглеждат поединично (самостоятелно). Съгласно Наредбата за идентификация на селскостопанските животни всички говеда, овце и кози трябва да излизат на паша задължително с поставена индивидуална ушна марка. Тя носи уникален номер и се въвежда в информационната база данни за идентификация и регистрация на селскостопанските животни. Друга възможност е ползването на електронен микрочип.
Във връзка от риска от разпространение на заболяването класическа чума по свинете, пашата на домашни свине е забранена. Изключение от това правило са представителите на породата източно-балканска свиня, а условията при които се извършва са регламентирани в наредба. Съгласно нея пашата на стада от тази порода е разрешена единствено в някои общини на Шуменска, Варненска и Бургаска области. Собственикът на прасетата трябва да ги пасе само в разрешени терени и да изгради помещения за почивка, раждане и извършване на ветеринарномедицински манипулации. Задължително изискване за прасетата е да бъдат идентифицирани с индивидуална ушна марка.

## Термини и фразеологизми
„Стадо“ е думата, обикновено използвана в българския език за съвкупност от домашни животни, излизащи на паша. Тя се използва и за групи от други животни, като китовете, антилопите, лемингите, кенгурата и плъховете.
При някои от видовете животни са се наложили и специфични думи (термини), различни от „стадо“, по сходен начин стоят нещата и в други езици, например - в английския език. Това отразява особеностите на животните и на взаимоотношенията на хората с тях.
- Думата за овче стадо на английски е flock. В някои райони на България за стадо от овце се използва думата „сюрия“.
- На английски стадото от кози се нарича band.
- Стадо от коне и други еднокопитни животни се нарича „хергеле“ или „табун“. На английски се нарича herd.
- Стадо от свине на български се нарича с вече позабравената дума черда. На английски съответната дума е drove. Стадо от говеда също се нарича черда. Думата описваща го на английски е herd.

Вместо „стадо“ се използват и други специфични думи:
- при рибите се нарича пасаж,
- при насекомите се нарича рой, рояк (за пчели, оси и т.н.)[6], колония (за мравки),
- при птиците: ято,
- при хищниците (вълци, чак̀али, лисици и т.н.): глутница, а конкретно при лъвовете е възприет терминът прайд.
- при глиганите и средния добитък (по-малко) се използва думата сюрия.[7]

Човек, извеждащ стадо от домашни животни на паша, се нарича най-общо пастир. Този, който пасе овце се нарича овчар, а този който пасе свине – свинар. В миналото в някои населени места в България са извеждани на паша и стада от магарета, а пастирът им се е наричал ешекчия (на турски: eşek – магаре).
Разговорно по адрес на хора също се използва и фразеологизмът „стадно чувство“ за обозначаване на поведение в което липсва изявена индивидуалност. Други устойчиви словосъчетания са:
- Всяко стадо си има мърша.
- Черната овца в стадото.
- Хитър като стадо лисици.